# Weingut Hausberg
Das ehemalige Weingut Hausberg lag im Stadtteil Zitzschewig der sächsischen Stadt Radebeul, in der Mittleren Bergstraße 58 an der Ecke zum Hausbergweg. Im Jahr 2008 wurde das unter Denkmalschutz stehende Gebäude wegen seiner Baufälligkeit abgebrochen, die zugehörigen Grundstücksflächen wurden zur Errichtung von neuen Wohnhäusern überplant (Baugebiet Am ehemaligen Weingut Hausberg) und bebaut.

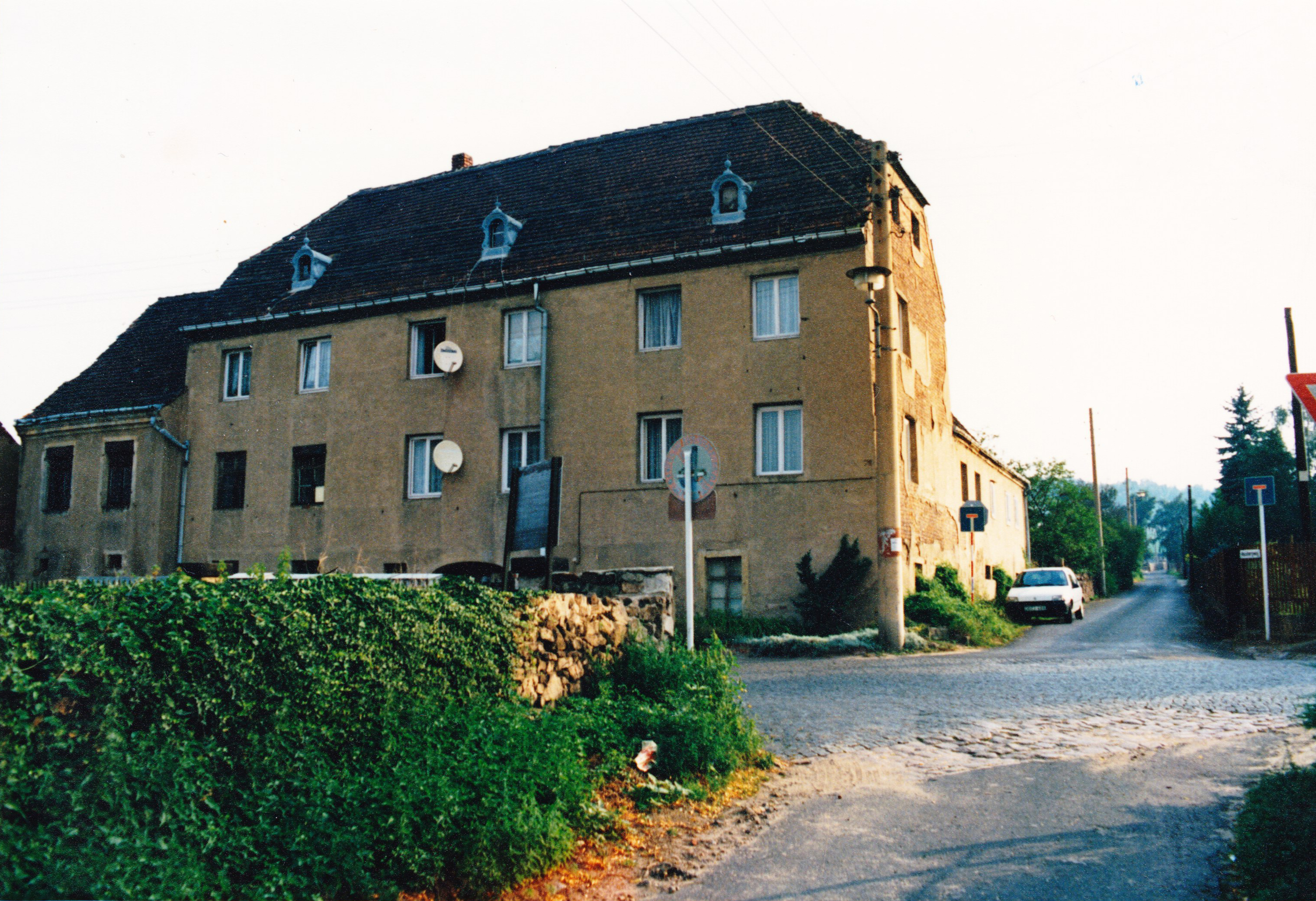
Weingut Hausberg, 1992

## Beschreibung

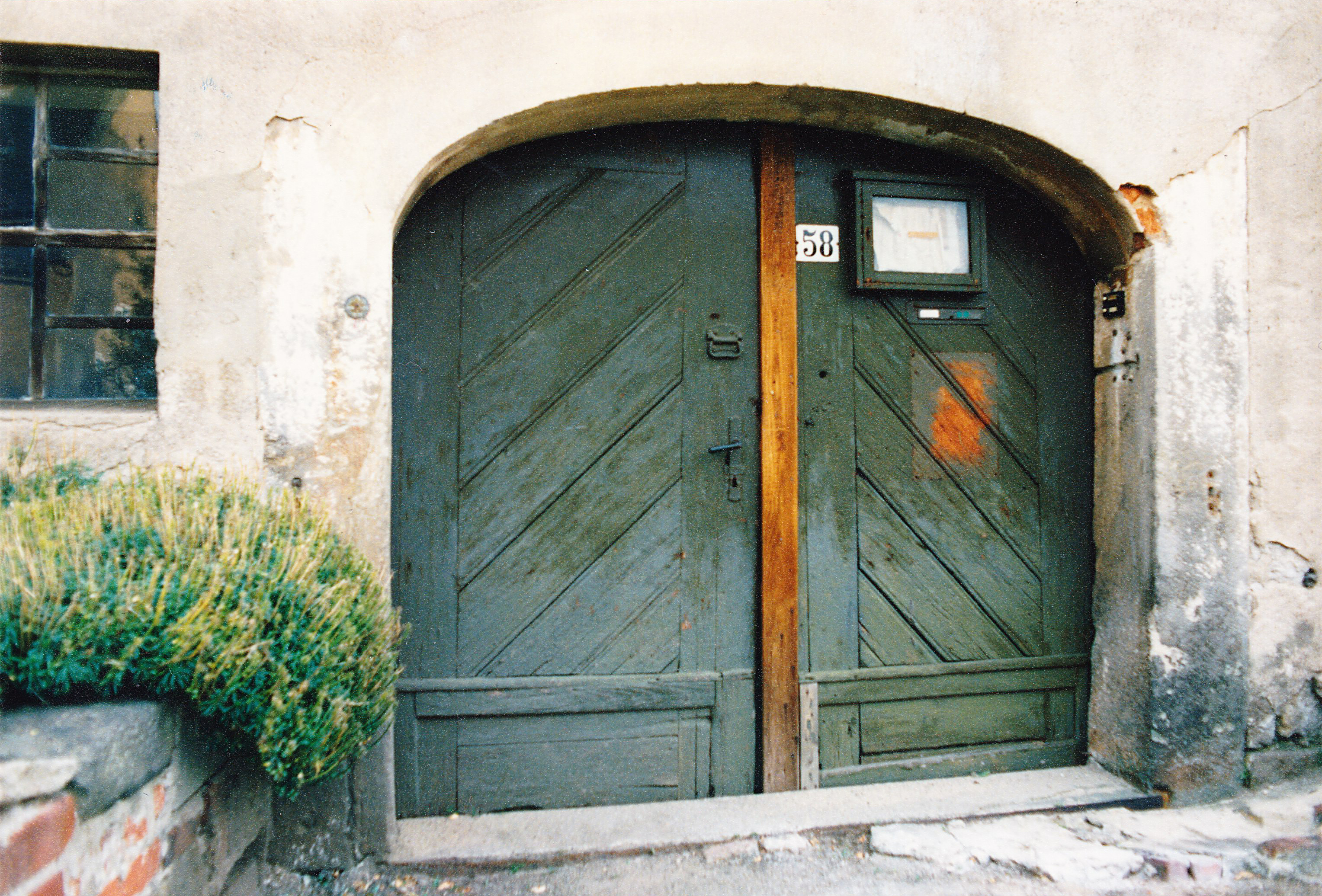
Weingut Hausberg, Einfahrtstor, 1992

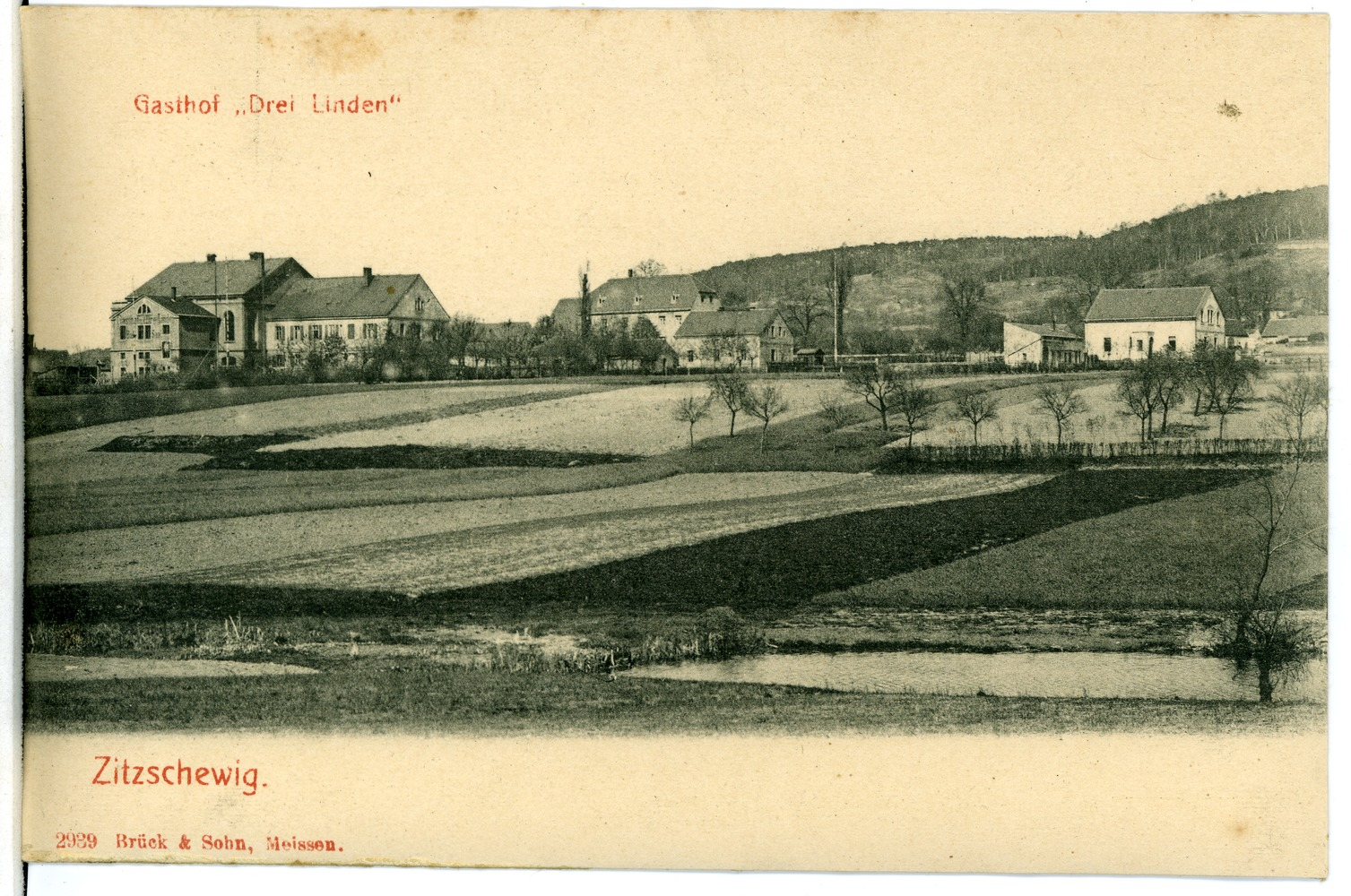
Weingut Hausberg (Mitte), 1903. Auf der anderen Straßenseite stand der Gasthof „Drei Linden“ (links).

Das Weingut lag benachbart zu den Weingütern Paulsberg, Kynast, Krapenberg und der dortigen Talutanlage.
Der Kern des ehemaligen Weinbergshauses ging auf das 17. Jahrhundert zurück. Seine letzte Kubatur erhielt das Gebäude um 1800. Im Jahr 1821 gehörte das Anwesen einem Martin Fleischmann, 1853 einem Hauptmann Hoffmann von Altenfels.
Um 1880/1900 erfolgte ein Umbau, bei dem unter anderem Zinkblechgauben auf das Dach gesetzt wurden.
Das Haupthaus am Fuß des Hausbergs hatte einen L-förmigen Grundriss. Der dreigeschossige und sechsachsige Hauptbau mit Krüppelwalmdach stand traufständig zur Mittleren Bergstraße an der Straßenecke, etwa in der Mitte der Straßenansicht war eine schlichte korbbogige Toreinfahrt aus der Bauzeit um 1800. Die massiven Fassaden waren verputzt, gleiches galt auch für das sich auf der Hofseite befindliche Fachwerk.
Auf der Hofseite lag, im rechten Winkel angeschlossen, ein zweigeschossiger, verputzter Anbau mit Walmdach.
Zu DDR-Zeiten war das Gebäude in zahlreiche Wohneinheiten aufgeteilt.
Vor dem Abbruch wurden zwei Öfen der Sächsischen Ofen- und Chamottewaaren Fabrik, vormals Ernst Teichert in Cölln bei Meißen (gestempelt „S.0.F. vorm. E.T.M.“) durch die Denkmalpflege katalogisiert und auf ihre Bitten hin durch den verein für denkmalpflege und neues bauen radebeul gesichert.